# Пеногенератор
Пеногенератор — устройство, присоединяемое на конце рукавной линии для образования пены низкой, средней и высокой кратности.
В России пеногенераторы также называют пеногенами.
В отличие от обычных опрыскивателей низкого давления, пеногенераторы выдают более однородную и мелкодисперсную пену. Пеногенераторы состоят из баллона высокого давления, элементов смесителя и выносного пистолета.

## Принцип работы
Принцип работы пеногенератора следующий: раствор пенообразователя из рукавной линии попадает в распыленном состоянии на находящийся в передней части корпуса пакет сеток, где за счет эжекции смешивается с воздухом. Пенообразование происходит под воздействием струи сжатого воздуха, проходящей через пенообразователь. В результате образуется пена большой кратности и высокой устойчивости.
Благодаря гибкому и длинному шлангу, пену можно нанести пистолетом на любые труднодоступные поверхности. Максимальная высота пенной струи достигает 6 метров. Основной характеристикой пеногенератора считается объем бака. Различают пеногенераторы объемом бака 25 литров, 50 литров и 100 литров.

## Применение
Пеногенераторы применяются для мойки автомобиля бесконтактным способом, а также для тушения пожаров (огнетушители) или как декорация для «пенных дискотек» или «пенных вечеринок».